# Gerhard Lampersberg

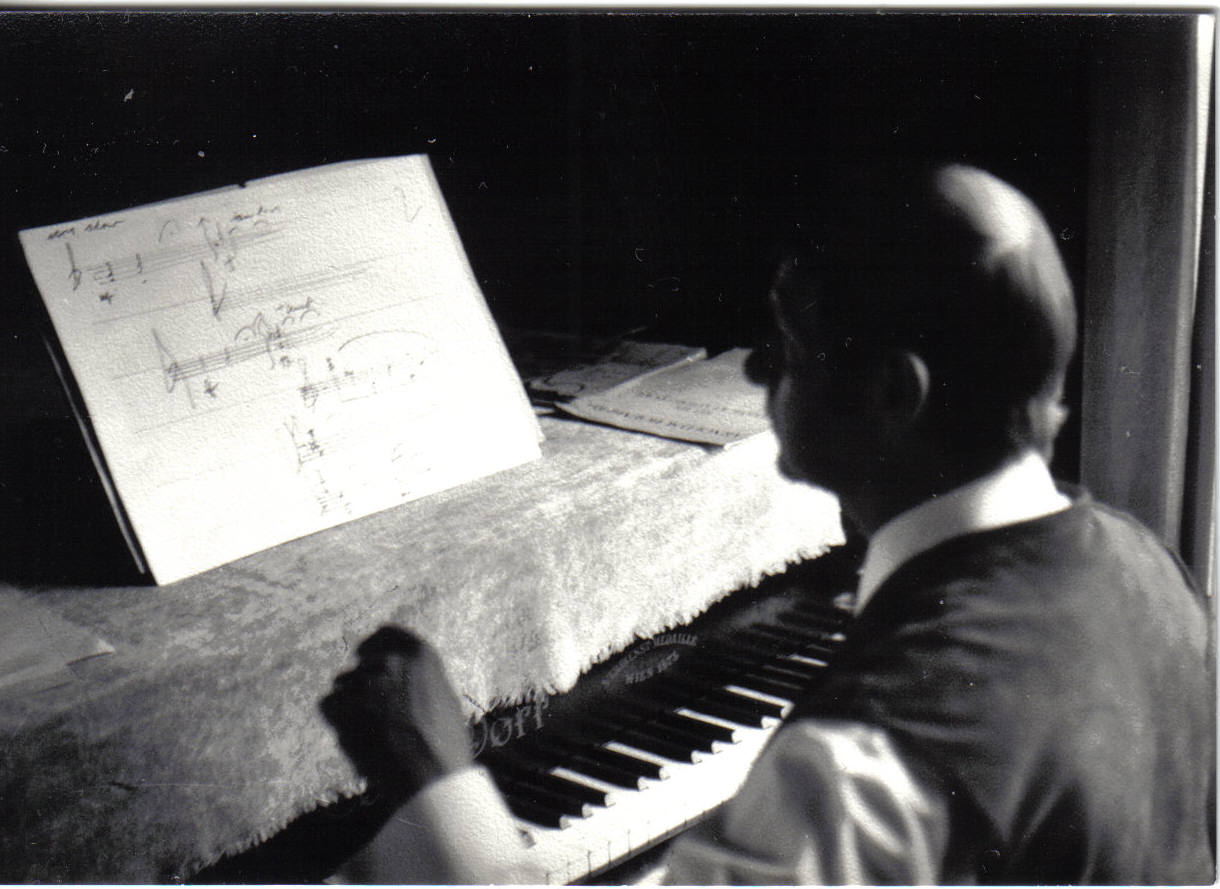
Gerhard Lampersberg 1968 beim Komponieren (Privatfoto Renate Spitzner)

Gerhard Lampersberg (eigentlich Gerhard Lampersberger; * 5. Juli 1928 in Hermagor (Kärnten); † 29. Mai 2002 in Klagenfurt) war ein österreichischer Komponist, Autor und Mäzen der österreichischen literarischen Avantgarde.

## Leben
Gerhard Lampersberg studierte an der Musikuniversität Wien bei  Alfred Uhl. Als Autodidakt erwarb er sich Kenntnisse im Bereich der freien, erweiterten Zwölftonkomposition in der Tradition Anton Weberns. 1954 heiratete Gerhard Lampersberg die Sängerin Maja, geborene Weis-Ostborn (1919–2004), welche den Tonhof als Mitgift erhielt.

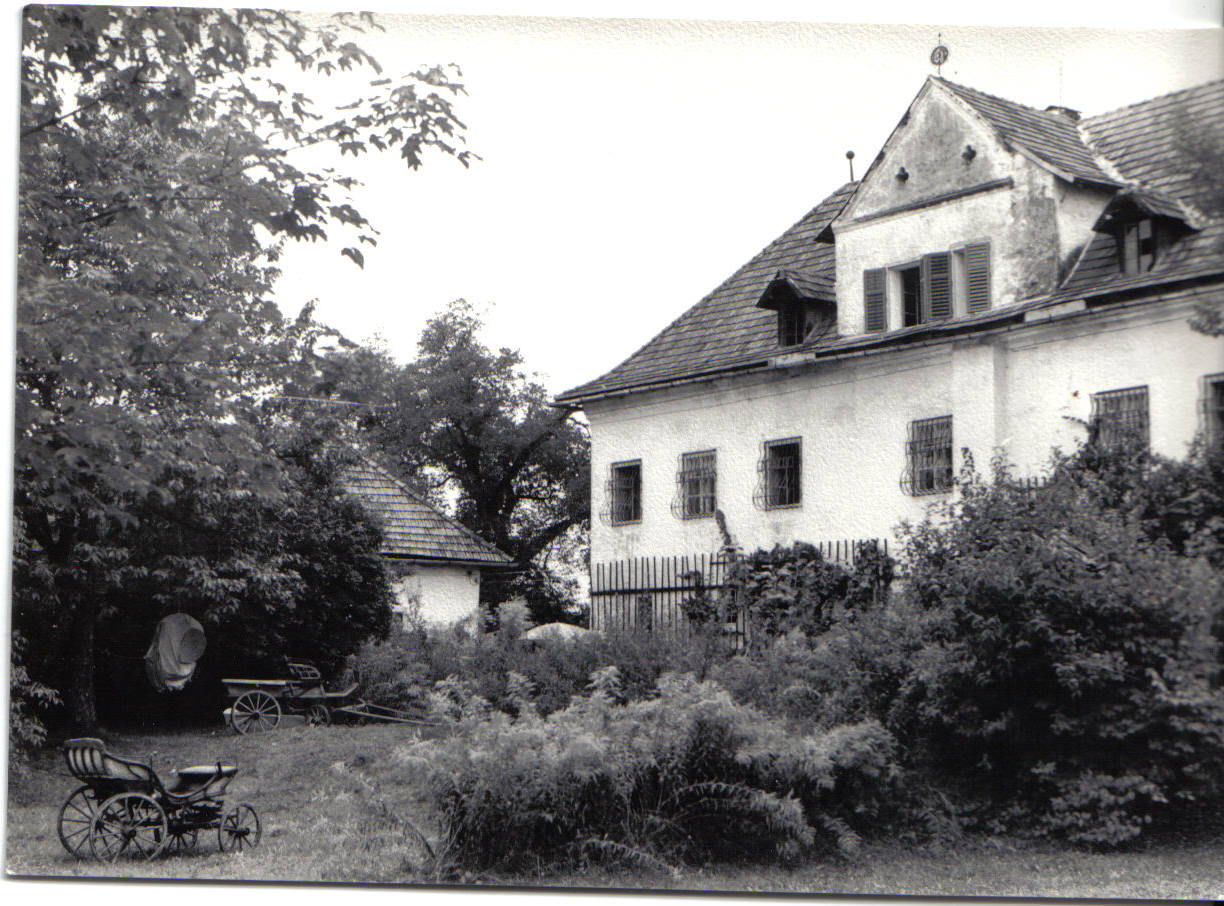
Der Tonhof

Er wirkte als Lyriker und Komponist, vermittelte sich jedoch als Mäzen von zahlreichen österreichischen Schriftstellern einer breiten Öffentlichkeit. Ab den 50er Jahren fanden sich viele Talente der österreichischen Avantgarde auf seinem Tonhof bei Maria Saal in Kärnten ein, der eine Wohn- und Arbeitsmöglichkeit und einen bedeutenden Treffpunkt der Kulturszene der damaligen Zeit darstellte. Lampersberg beherbergte u. a. H. C. Artmann, Thomas Bernhard, Peter Turrini sowie Christine Lavant, Wolfgang Bauer, Peter Handke und Gert Jonke. In den Wintermonaten verlagerte er diesen Treffpunkt nach Wien in seine Privaträume in der Gumpendorfer Straße und in den Schottenhof. Er führte dort private Konzerte mit und für Kinder durch, die schwermisshandelt oder behindert waren.
Thomas Bernhard hegte seinem ehemaligen Förderer gegenüber ambivalente Gefühle, die sich anlässlich der Veröffentlichung von Bernhards Roman Holzfällen zu einer offenen Feindschaft entwickelten. Thomas Bernhard nahm Lampersberg als Vorlage für den Komponisten Auersberger in diesem Roman. Lampersberg klagte 1984 gegen die Verbreitung des Buches. Das Urteil des darauf folgenden Prozesses verfügte die Beschlagnahmung der gedruckten Exemplare des Romanes. Lampersberg zog jedoch kurze Zeit später die Klage zurück. Thomas Bernhard reagierte seinerseits mit einem Vertriebsverbot seiner sämtlichen Werke für die Republik Österreich, das aber von seinen Verlagen Suhrkamp Verlag und Residenz Verlag nicht eingehalten wurde.

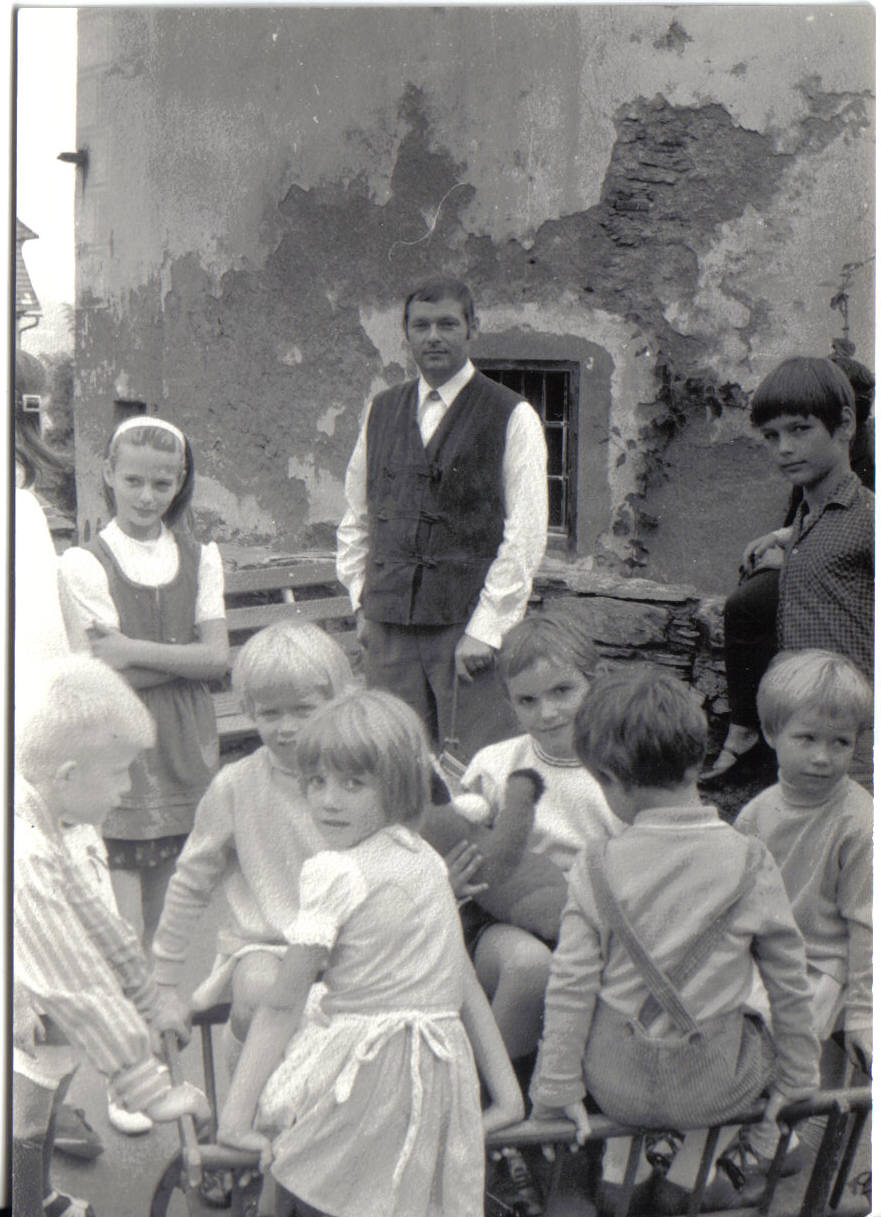
Gerhard Lampersberg spricht zu den Kindern über das Komponieren und Dichten

Für Lampersberg verhielten sich Literatur und musikalisches Schaffen komplementär zueinander, 1995 bemerkte er: „Ich habe auch Kammermusik geschrieben. Aber das Wort war für mich von vornherein sehr wichtig. Eigene Texte habe ich erst später vertont. Heute vertone ich nur mehr Eigenes, weil es einfach praktischer ist, ich fühl’ mich ja als Dichter genau so wichtig wie als Komponist, wenn ich unbescheiden sein darf“. Er vertonte klassische Texte (von Sappho über Shakespeare bis hin zu Lorca), aber auch Werke seiner „Schützlinge“ vom Tonhof. Seinen kompositorischen Stil skizzierte Lampersberg folgendermaßen: „Stille – Besinnung – Contemplation. Fehlen von Virtuosität und Äußerlichkeiten“ (1994).
Sein Œuvre beinhaltet neben der Vertonung eigener Texte als Liederzyklen auch Messen, Kammermusik und Orchesterstücke sowie zahlreiche szenische Stücke. Seine Werke wurden bei den Darmstädter Ferienkursen, dem Musikprotokoll im steirischen Herbst, den Festspielen Hombroich, deren Initiator Lampersberg war, und bei zahlreichen anderen Festivals aufgeführt.

## Werke
- der knabe mit dem brokat, dramolett (Text: H. C. Artmann). 1954–1963
- die rosen der einöde, Oper (Text: Thomas Bernhard). 1958
- STALLO, ballett für sprechstimme, streicher und schlagzeug (Text: H. C. Artmann). 1961
- ziffern, ballett nach hubert fabian kulterer. 1963/1976
- die fahrt zur insel nantucket, petit opéra (Text: H. C. Artmann). 1966
- la cocodrilla, oper (Text: H. C. Artmann). 1967
- ladies' voices, opera (Text: Gertrude Stein). 1968
- Lélia, Kammeroper nach George Sand (Libretto: Mechthild Rausch). 1993
- Sinfonie. 1956 (Fl. Klar. Fg. - Hrn. Trp. Pos. - Cel. Hf. Git. - Viol. Vla. Vcl.). UE
- ahnung, für Violine und Orchester. 1980
- im moose, für alt und kammerorchester (Text: Annette von Droste-Hülshoff). 1983–1984
- es weiß keiner, monolog für gesang und klavier (nach maurice maeterlinck). 2 fassungen, 1981/1986
- Herr, o Herr, 3 duette nach christine lavant für sopran, bariton, kammerorchester. 1988
- zwei duette für frauenstimmen und pianoforte (nach christine lavant). 1988
- Zederhausmesse, 1989, „Maria Saaler Tonmitschnitte“, Privatgeschenk an Renate Spitzner u. Gerald Spitzner
- die engel für singstimme und klavier (nach christine lavant). 1992
- die glückseligkeit aller, für rezitation, saxophon, celesta, fagott (Text: Friedrich Gottlieb Klopstock). 1990
- four fragments by sappho for saxophone, voice and piano. 1991
- Kammermusik: quartet for strings 1980. et c.
- Orgelmusik: portraits der ahnen jesu 1971/79. glasfenster 1968. et c.
- Klavierwerke: diary 1990. furia sacra 1986. bunte steine 1976. labores juveniles 1975. sonate 1966. et c.
- Was immer auch sei Berlin bleibt frei (Partitur/Aktion mit Martin Kippenberger). Berlin: "Café Einstein", 24. u. 25. März 1981
- bruder + josef (Aktion mit dem Bildhauer Anatol). Insel Hombroich: 1. Inselfestival, 3. Juni 1986
- Perturbation. Sprachkomposition. Klagenfurt (Ritter Verlag) 1987
- Diarium. Weitra (Verlag Bibliothek der Provinz) 1992, ISBN 3-900878-71-4.

## Diskografie
- bunte steine, vom Ensemble Avantgarde bei MDG eingespielt, enthält neun Stücke (MDG 6131 760).
- Vom ORF produziert wurde die CD GERHARD LAMPERSBERG (ORF CD 3138. 2012), mit Instrumentalwerken, Kantaten und dem Ballett STALLO.